# Salarpur Khadar
Salarpur Khadar – miasto w północnych Indiach w stanie Uttar Pradesh, na Nizinie Hindustańskiej.
Populacja miasta w 2001 roku wynosiła 10 772 mieszkańców.